# Milly Scott
Milly Scott, nata Marion Henriëtte Louise Molly (Den Helder, 29 dicembre 1933), è una cantante, conduttrice televisiva e attrice televisiva olandese.
Fu in assoluto la prima artista nera in gara nella storia dell'Eurovision Song Contest, cantando per i Paesi Bassi nell'edizione del 1966.

## Biografia
Di famiglia surinamese, Milly Scott intraprese una fortunata carriera di cantante jazz, che ebbe inizio nei locali; guadagnatasi in breve tempo una gran fama in tutti i Paesi Bassi, approdò quindi in televisione, dapprima come ospite in vari programmi, poi come conduttrice di uno show, Scott in de Roos, nel 1965. Di conseguenza, l'anno dopo le fu data la possibilità di prendere parte alla selezione olandese per l'Eurovision, che riuscì a superare. Il brano da lei presentato all'evento, Fernando en Filippo, si classificò al 15 ° posto (su 18 nazioni partecipanti),  continuando così una serie di scarsi risultati per i Paesi Bassi; tuttavia ebbe un buon riscontro commerciale, anche in alcuni paesi stranieri come Inghilterra, Germania e Svezia, paesi dove Milly Scott ebbe modo di esibirsi dal vivo. In seguito Milly si dedicò alla recitazione, partecipando a telefilm e spettacoli teatrali.